# Hime japonica
Espèce
Statut de conservation UICN

 DD 12 octobre 2018 : Données insuffisantes
Hime japonica est une espèce de poissons marins téléostéens de la famille des Aulopidae.

## Systématique
L'espèce Hime japonica a été décrite pour la première fois en 1877 par l'ichtyologue britannique Albert Günther sous le protonyme Aulopus japonicus, à partir d’un spécimen unique collecté au marché de Yokohama. Elle a également été décrite comme nouvelle en 1880 par le même auteur.
Elle a été considérée comme valide sous le nom Aulopus japonicus, utilisé plusieurs auteurs au fil du temps. Par la suite, l’espèce a été reclassée dans un nouveau genre, devenant Hime japonica, combinaison adoptée et validée par de nombreux auteurs depuis la fin du XXe siècle.
Le nom valide complet (avec auteur) de ce taxon est donc Hime japonica (Günther, 1877).

### Synonymie
Selon Catalogue of Life  et WORMS Hime japonica a pour synonymes :
- Aulopus japonicus, Günther, 1877
- Hime japonicus, (Günther, 1877)

## Description
Hime japonica possède un corps allongé qui varie entre 15,3 et 22,3 cm, et dont l'holotype mesure 16,5 cm.
Comme les membres de la famille des Aulopidae, l'espèce a une nageoire dorsale dont la longueur dépasse la moitié de celle de l'ensemble du corps.

## Répartition
Cette espèce se croise dans l'océan Pacifique, au large du Japon, de Taiwan et de la Corée à des profondeurs variant de 88 à 235 m.

## Étymologie
Le nom de genre Hime créé par Starks en 1924 est le nom japonais pour H. japonica, qui, selon Starks, signifie « dame poisson » (Ladyfish en anglais).
Son épithète spécifique, japonica fait référence à son lieu de découverte.

## Comportement

### Proies
Hime japonica se nourrit principalement de poissons osseux et de crustacés de taille inférieure à la sienne.

### Parasites
Hime japonica est l'hôte de plusieurs endoparasites nématodes comme Pseudopecoelus japonicus et digènes comme Glomericirrus amadai et Terranova aetoplatea.

## Publication originale
- (en) A. Günther, « Preliminary notes on new fishes collected in Japan during the expedition of H.M.S. ‘Challenger’ », Annals and Magazine of Natural History, Londres, vol. 20, no 119,‎ novembre 1877, p. 444 (ISSN 0374-5481, OCLC 1481361, DOI 10.1080/00222937708682260, lire en ligne).